# Cibethiéna
A cibethiéna (Proteles cristata) az emlősök (Mammalia) osztályának ragadozók (Carnivora) rendjébe, ezen belül a hiénafélék (Hyaenidae) családjába és a cibethiénaformák (Protelinae) alcsaládjába tartozó faj. Alcsaládjának és nemének egyetlen faja.

## Előfordulása
A cibethiéna Afrikában Szudántól Tanzánia északkeleti részéig honos, délen a határt Angola, Namíbia, Zimbabwe és Dél-Afrika alkotják.

## Megjelenése

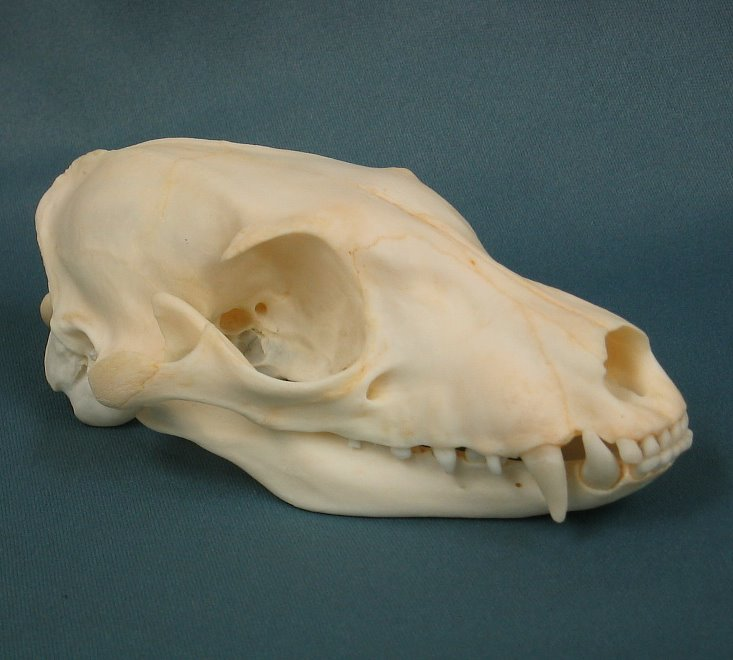
A cibethiéna koponyája

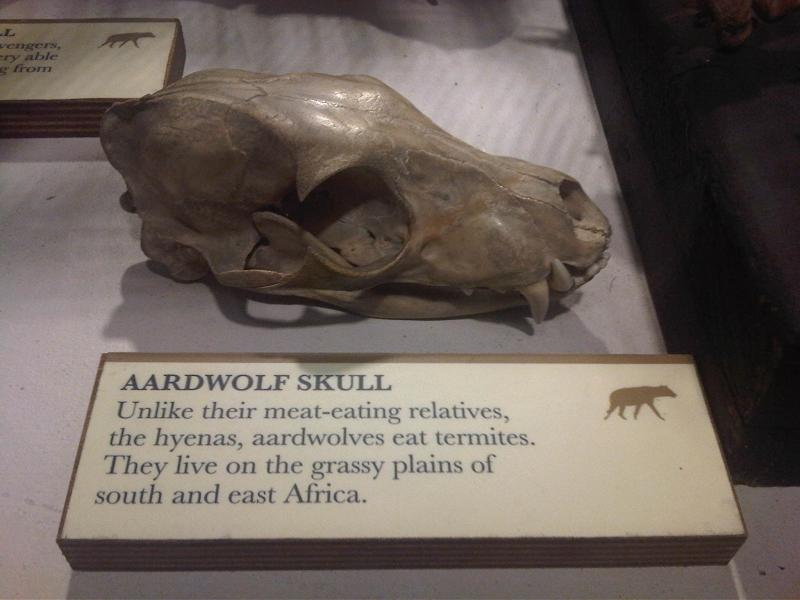
Cibethiéna koponya tárlatban

Az állat fej-törzs-hossza 55-80 centiméter, farokhossza 20-30 centiméter, marmagassága 48-50 centiméter és testtömege 9-14 kilogramm. Hosszú sörény húzódik a nyakán és hátán. Harc közben felborzolódik, így az állat nagyobbnak és erősebbnek tűnik. Bundája sötétsárga fekete csíkokkal. Füle nagy és hegyes. A cibethiénának nagyon éles a hallása, hogy érzékelni tudja a termeszek mozgását. A kölykök bundája hamar felveszi ugyanazt a színt és mintázatot, mint amilyen a szülőké.

## Életmódja
A cibethiéna rendszerint földimalacok vagy ugrónyúlak elhagyott odújába költözik. Az állat éjjel aktív és territoriális. Tápláléka termeszek és más rovarlárvák. Fogságban akár 15 évig is élhet.

## Szaporodása
Az ivarérettséget másfél éves korban éri el. A párzási időszak eltérő. A vemhesség rendszerint 90 napig tart, ennek végén többnyire 2-3 kölyök születik. A fiatal állatok a következő párzási időig anyjuknál maradnak.